# Амфітеатр
Амфітеа́тр (грец. αμφιθεατρον, від αμφι- — «з обох сторін, зобабіч» і θέᾱτρον — «театр, місце для глядачів») — антична споруда для різних масових видовищ; овальна арена, навколо якої уступами розташовувалися місця для глядачів.
Конструктивна основа амфітеатру являє собою складну систему арок і стовпів, між якими знаходяться склепінчасті галереї (фоє, приміщення для звірів тощо) та сходи.
Відомі амфітеатри в Римі (Колізей), Капуа, Ель-Джемі, Ефесі, Вероні, Помпеї та інші.
В сучасному театрі, цирку, аудиторії — приміщення, місця в якому розташовані пів-круглими уступами.

## Галерея

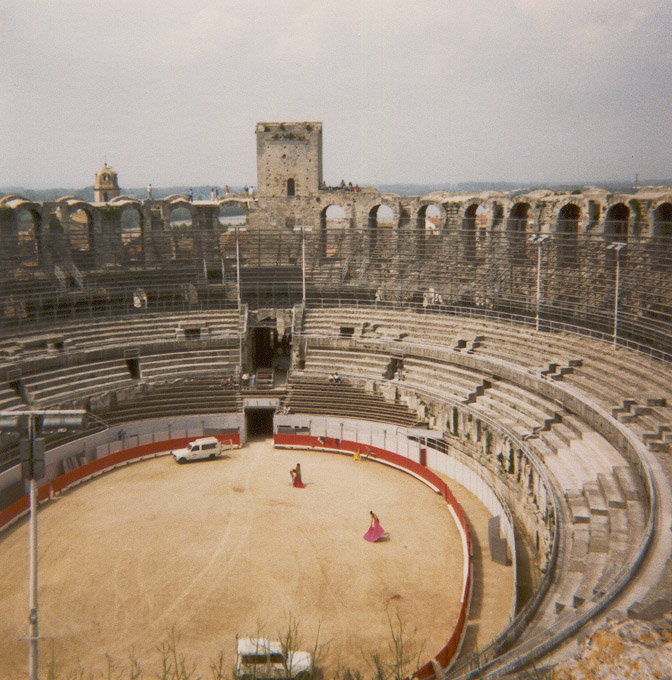
Амфітеатр Арлю
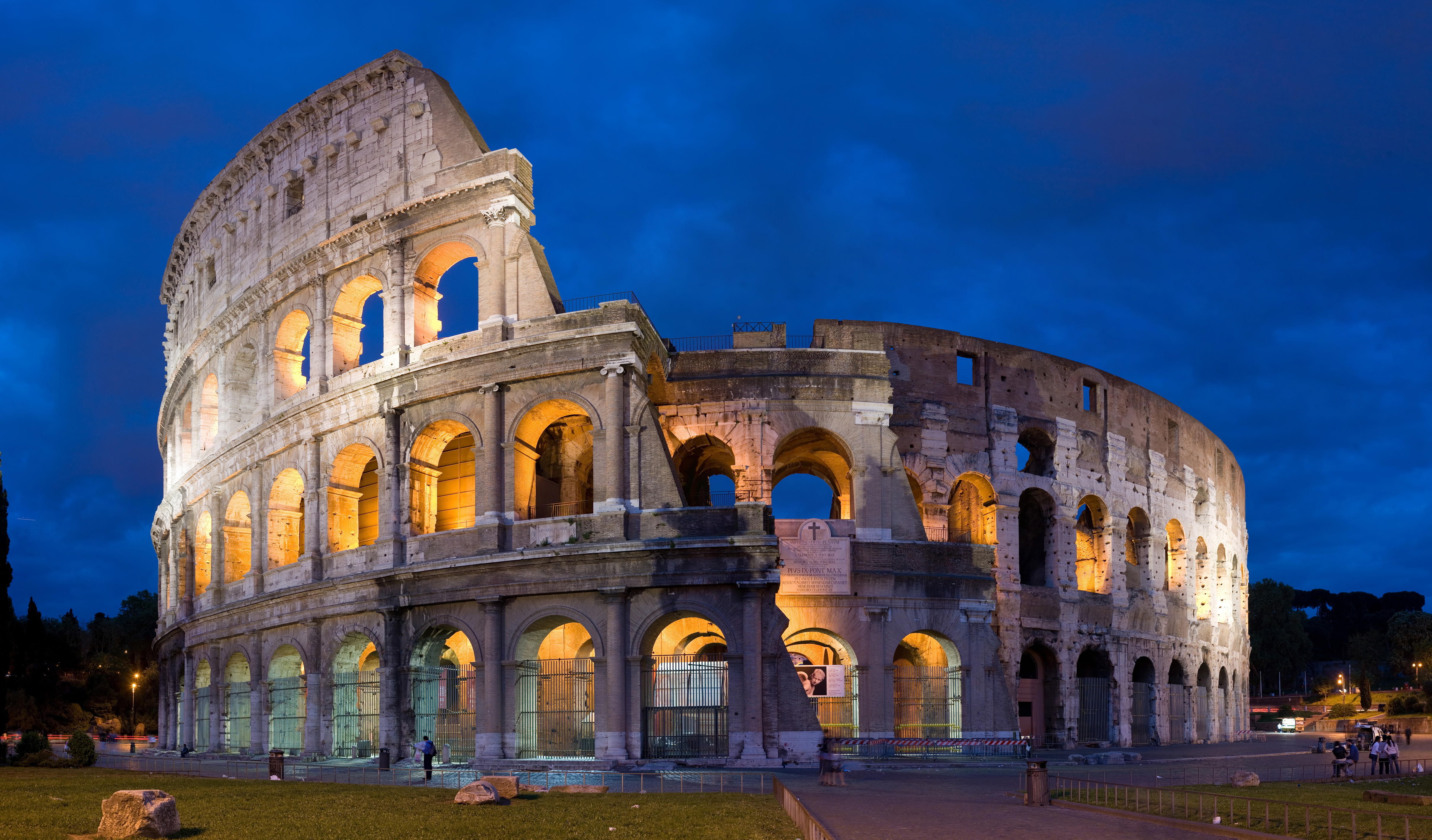
Колізей
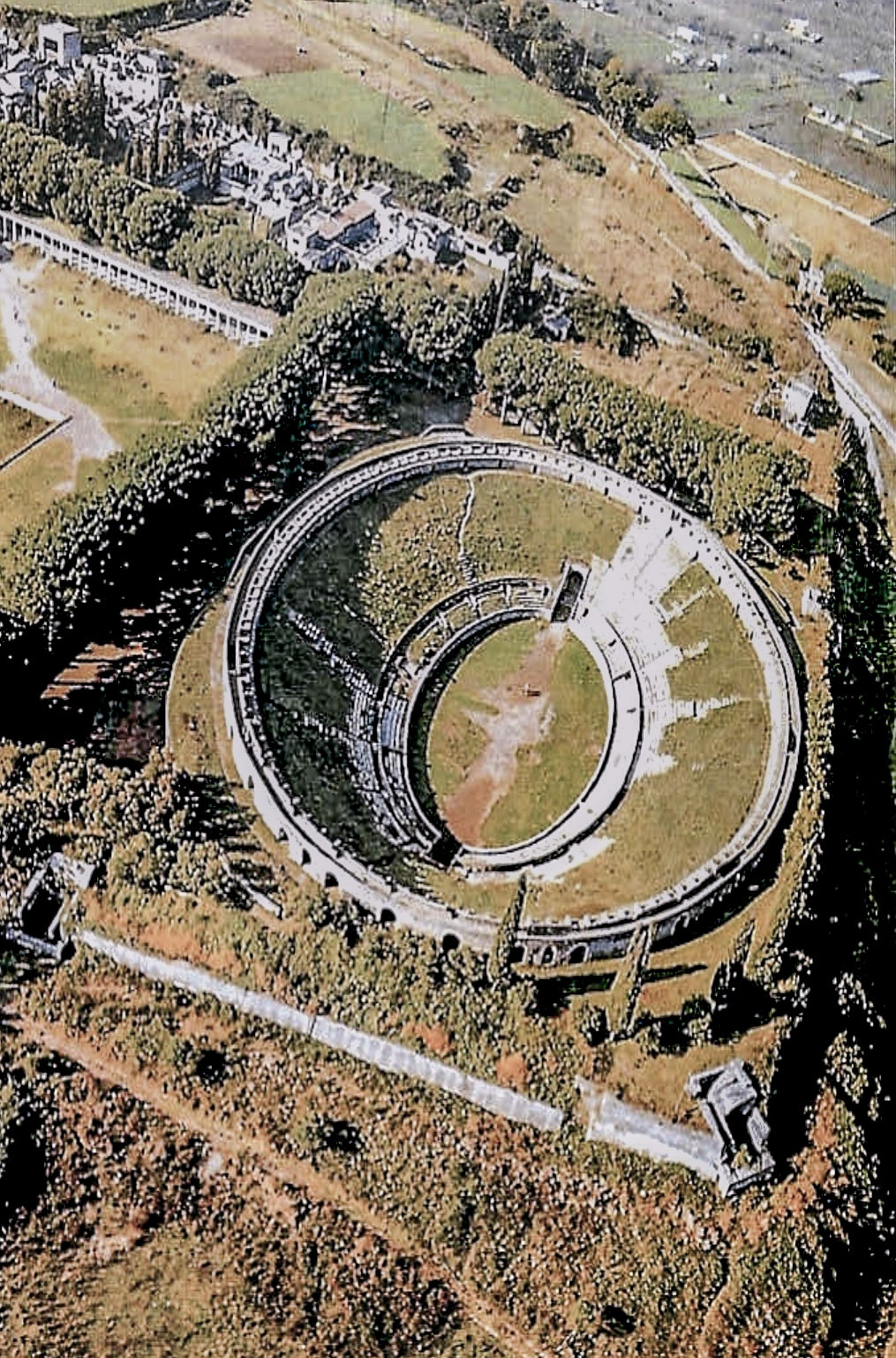
Амфітеатр в Помпеях
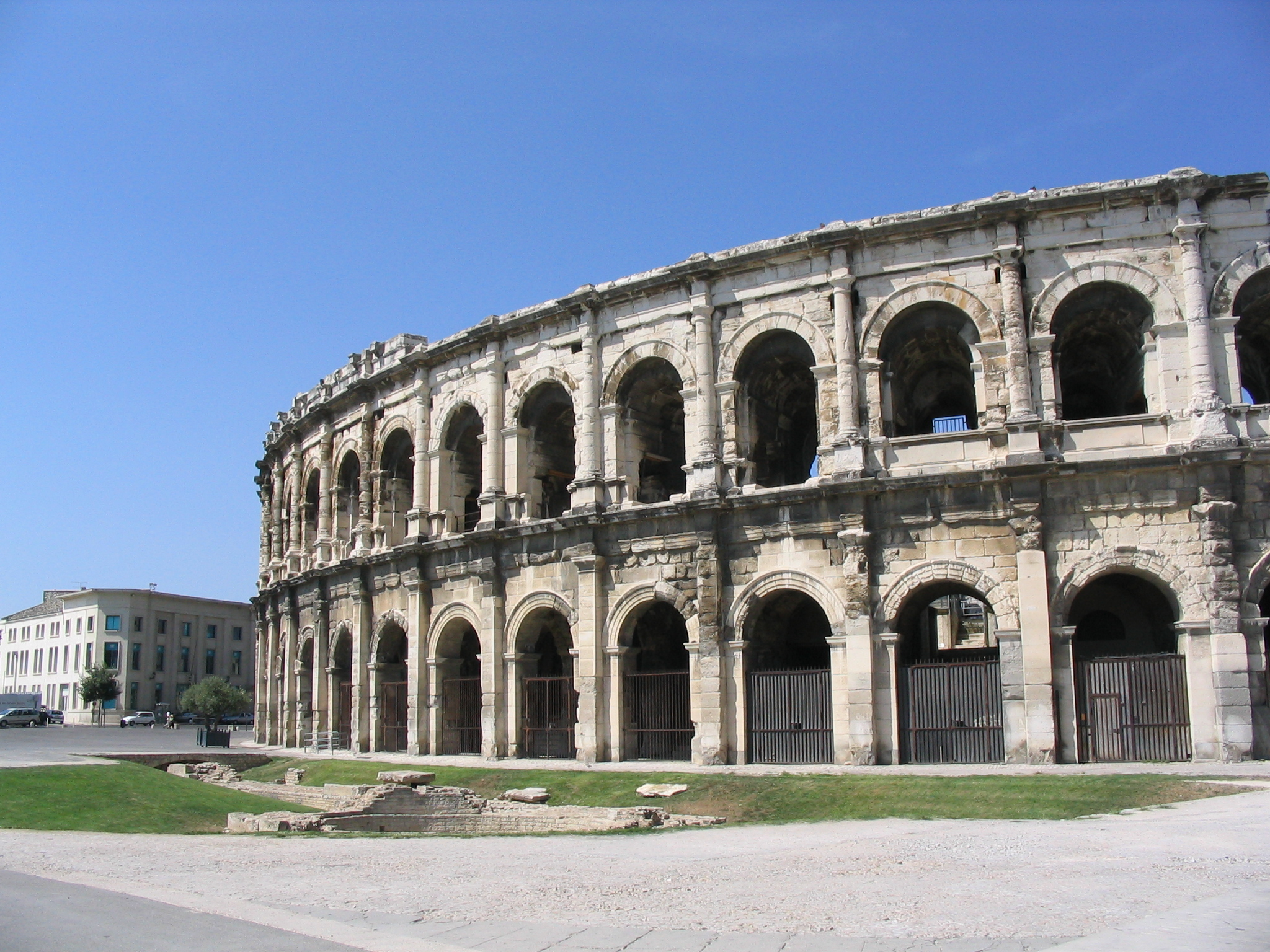
Арени Німа
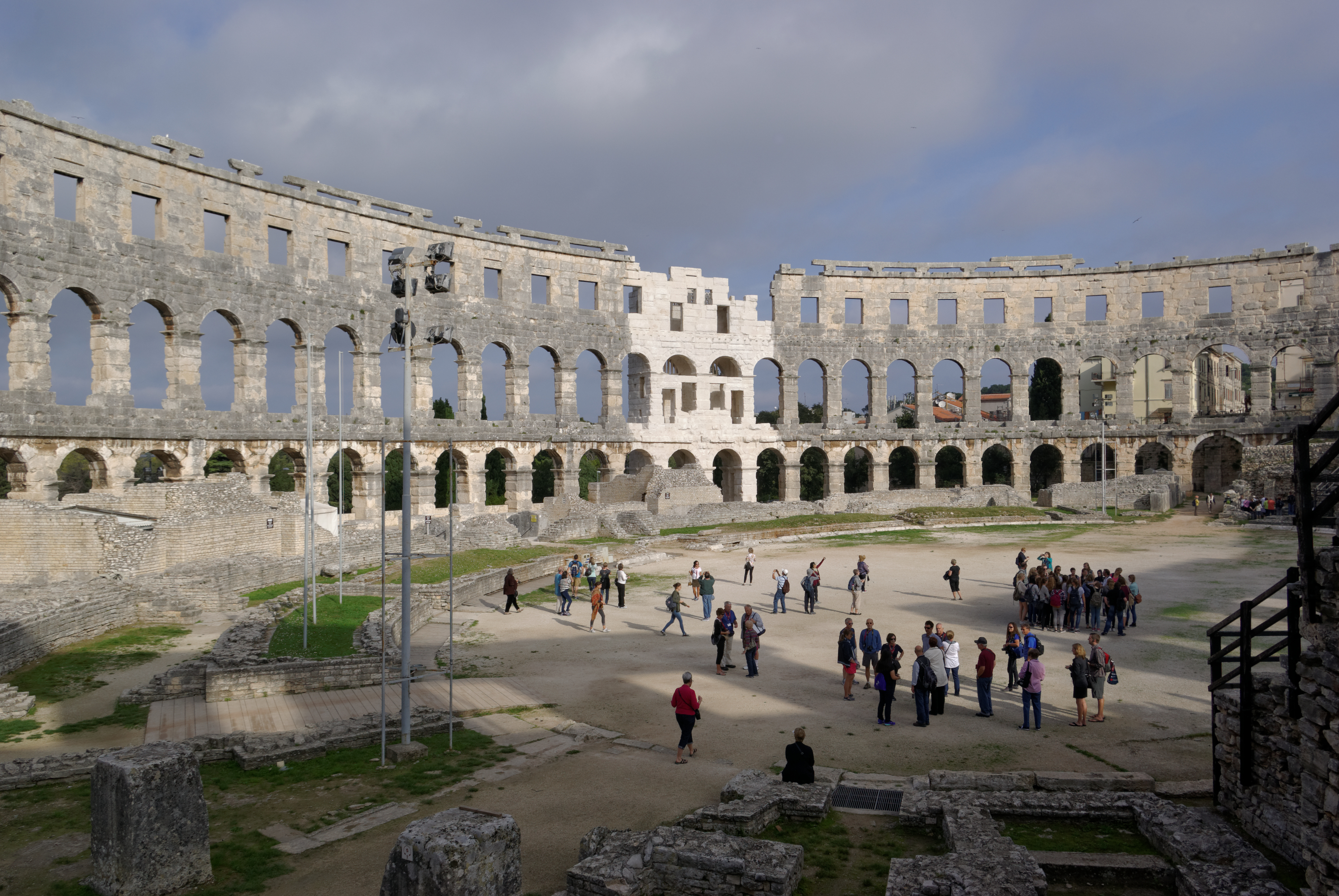
Амфітеатр в Пулі